# John Fox Burgoyne
John Fox Burgoyne, I baronetto (Londra, 24 luglio 1782 – Kensington, 7 ottobre 1871), è stato un generale britannico.

## Carriera militare

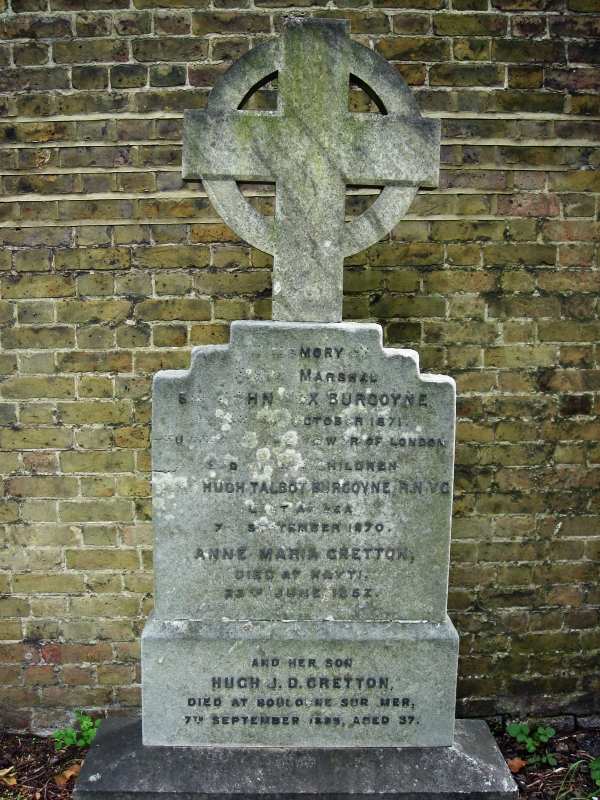
Monumento funerario, cimitero di Brompton, Londra

Burgoyne era figlio del generale John Burgoyne e della cantante lirica Susan Caulfield. Nel 1798 entrò nei genieri come sottotenente. Combatté l'esercito di Napoleone Bonaparte e partecipò alla campagna nei Pirenei guidata dal duca di Wellington. Wellington lo trasferì a Burgos, e poi a San Sebastián per partecipare all'assedio di Rosetta del 1807. Per quanto fatto nella guerra d'indipendenza spagnola, Burgoyne ricevette la Army Gold Medal grazie alle azioni di Badajoz, Salamanca, Vitoria, San Sebastian e Nive, e la Military General Service Medal per Busaco, Ciudad Rodrigo e Nivelle.
Nella guerra anglo-americana combatté sotto il generale Pakenham come tenente colonnello, e partecipò alla battaglia di New Orleans.
Nel 1826 Burgoyne accompagnò il generale Clinton in Portogallo. Fu nominato colonnello nel 1830. Nel 1838 divenne maggior generale e nel 1845 ispettore generale delle fortificazioni, ovvero capo esecutivo dei Royal Engineers. A lui si deve la fortificazione della costa inglese.
Burgoyne fu molto coinvolto nell'amministrazione civile irlandese, diventando presidente del Board of Works (1831–1845). Durante la grande carestia irlandese si sforzò di fornire il necessario per non far soffrire al popolo la fame.
Quando nel 1845 divenne ispettore generale delle fortificazioni, suggerì nel 1848 di modificare le fortificazioni di Gibilterra direzionando i cannoni della Devil's Tongue Battery contro il porto. Nel 1851 fu promosso tenente generale. Prima dello scoppio della guerra di Crimea andò a Costantinopoli per partecipare alla costruzione delle sue fortificazioni e di quelle dei Dardanelli. Durante l'assedio di Sebastopoli gestì il bombardamento della battaglia di Malachov. Nel 1856, quando fece ritorno in Inghilterra, fu insignito del titolo di baronetto. Nel 1865 divenne comandante della Torre di Londra, prima di congedarsi nel 1868 con il grado di maresciallo di campo.
John Fox Burgoyne morì il 7 ottobre 1871 a Kensington, ed è sepolto nel vicino Brompton Cemetery, a Londra. Il Castle Hill Fort di Dover fu rinominato in Fort Burgoyne in suo onore, e da questo prese il nome anche un vicino centro residenziale chiamato Burgoyne Heights.
Fu il padre di Hugh Talbot Burgoyne, e primo presidente della Institution of Civil Engineers of Ireland.